# Mary Irwin-Gibson
Mary Irwin-Gibson, née le 23 octobre 1955, est une ecclésiastique anglicane canadienne. Elle est évêque du diocèse de Montréal depuis 2015.

## Biographie
Mary Irwin-Gibson est ordonnée prêtre dans la cathédrale Christ Church par l'évêque Reginald Hollis au diaconat le 7 juin 1981 et au sacerdoce le 16 mai 1982. Elle est missionnaire épiscopalienne à la paroisse de Hemmingford-Clarenceville (été 1981), vicaire adjointe à la paroisse de Vaudreuil (Hudson et Como, 1981-1984), recteur de Dunham-Saint-Armand Est (1984-1991) et recteur de la paroisse de Ste-Agathe-des-Monts (1991-2009). Elle est nommée archidiacre de Saint-André-d'Argenteuil (Laurentides) en 2000 et occupe ce poste jusqu'en 2006.
Au moment de son élection, Irwin-Gibson est doyenne de l'Ontario et recteur de la cathédrale St George à Kingston, où elle est en fonction depuis septembre 2009.
Irwin-Gibson est élue le 6 juin 2015 comme douzième évêque de Montréal. Elle assume la responsabilité du diocèse le 1er septembre et est ordonnée à l'épiscopat le 29 septembre, fête de la Saint-Michel.